# Смирнов, Григорий Георгиевич
Григо́рий Гео́ргиевич Смирно́в (англ. Grigory Smirnov; род. 22 ноября 1982) — русский композитор и пианист.

## Биография и творчество
Григорий Смирнов родился в Новосибирске, учился как пианист в Новосибирском Музыкальном Колледже им А.Ф. Мурова и как композитор в Новосибирской Государственной Консерватории им. М.И. Глинки, в классе Юрия Юкечева. Еще в ранние годы своего композиторского пути в России, он получил приз на IV Международном Конкурсе Композиторов им. С.С. Прокофьева (2003), и его музыка исполнялась Новосибирским Акедемическим Симфоническим Оркестром. С 2008 года Григорий Смирнов живет и работает в США, где завершил магистратуру Джульярдской Школы в Нью-Йорке в 2011 году, в классе Кристофера Роуза. Был стипендиатом Тэнглвудского Музыкального Центра в 2011 году.
Музыка Григорий Смирнова  исполнялается на известных сценах, таких как Карнеги Холл, Линкольн Центр, Меркин Холл, Московская Филармония, Концертный Зал «Зарядье», Московская Консерватория, и в различных международных фестивалях, таких как Танглвудский Фестиваль (США), Brevard Music Center (Бревардский Музыкальный Центр, США), Composers Now (США), Дягилевский Фестиваль (Россия), ppIANISSIMO (Болгария), СТАМ-Фестиваль (Россия), Blue Lake Fine Arts Festival (США). Его произведения выпускаются на таких музыкальных лэйблах, как Naxos и Fancymusic.
Как пианист, Григорий Смирнов выступает с исполнениями классической и импровизационной музыки, в особенности собственных произведений, а также музыки для эвритмии. Преподавал в различных школах Америки, включая Ратгерский Университет (Rutgers University), Blue Lake Fine Arts Camp, Lindeblad School of Music и Eurythmy Spring Valley.